# Nabran
Nabran (ryska: Набран) är en ort i Azerbajdzjan.   Den ligger i distriktet Xaçmaz Rayonu, i den nordöstra delen av landet, 180 km nordväst om huvudstaden Baku. Antalet invånare är 1 313.
Terrängen runt Nabran är platt. Närmaste större samhälle är Yalama, 9,3 km väster om Nabran.